# Дрјањо (Бјела)
Дрјањо је насеље у Италији у округу Бијела, региону Пијемонт.
Према процени из 2011. у насељу је живело 9 становника. Насеље се налази на надморској висини од 809 м.